# Новокиївський рудник
Новокиївський рудник – колишнє гірничодобувне підприємство у Оренбурзькій області Росії.
В 1932 році прийняли рішення про створення управління «Халілруда», яке мало зайнятись розробкою ресурсів залізних руд Орсько-Халіловської групи родовищ (можливо відзначити, що їх особливістю є природньо-легований склад – з високим вмістом нікелю та хрому). Спершу взялись за розробку північної ділянки Новокиївського родовища (відкрите в 1928-му), споруджений на який кар’єр почав роботу в березні 1936-го та по грудень 1941-го вилучив 732 тисячі тон руди. Вивіз продукції відбувався через споруджену в комплексі з рудником залізничну станцію, а першим споживачем виступив Липецький металургійний завод.
В 1955-му у самій Оренбурзькій області в Новотроїцьку почали запуск Орсько-Халіловського металургійного комбінату, проект якого спирався на використання ресурсу залізних руд зазначної групи родовищ. Того ж року на новокиївському родовищі офіційно ввели в дію новий рудник.
Розробка велась відкритим способом із відносно незначної глибини – не більше за півсотні метрів.
Видобуток на Новокиївському руднику відносно швидко припинився (не пізніше 1980-х років).